# Campo de Coya
El Campo de Coya fue un estadio de fútbol ubicado en Coya, Vigo, en el que el Celta de Vigo y su predecesor el Vigo Sporting Club jugaron sus partidos como locales, entre el 9 de febrero de 1908 y diciembre de 1928.
El 14 de mayo de 1922 albergó la final de la Copa del Rey de Fútbol de 1922 entre el F. C. Barcelona y el Real Unión de Irún en la que el Barcelona ganó 5-1.
El último partido jugado en el Campo de Coya fue la ida de los cuartos de final de la Copa de España, el 9 de diciembre de 1928, entre el Celta y el Athletic Club, que finalizó con victoria 2-1 para el equipo local.
Actualmente en el lugar en donde estaba situado el campo, se encuentran un supermercado de la cadena Lidl, un parque y viviendas.